# Bobby, der Benzinjunge
Bobby, der Benzinjunge ist ein deutsches Stummfilmmelodram zum Thema Mutterliebe aus dem Jahre 1929 von Carl Boese.

## Handlung
Da sich die junge Ellen Junghans mit der Erziehung ihres unehelich gezeugten Sohnes Bobby überfordert fühlt, hat sie den kleinen und artig-wohlerzogenen Kerl bei dem Gastwirt Anton Weber und dessen Frau Emilie, zwei schon recht betagte Herrschaften, in Pflege gegeben. Weber betreibt auch eine kleine Tankstelle, wo Bobby – gemäß dem Filmtitel – hin und wieder aushelfen darf. Da er nur die alten Pflegeeltern hat und keine gleichaltrigen Spielkameraden, gestaltet sich seine Jugend an dieser Vorortstraße als ziemlich trist. 
Als der freundliche und kinderliebe Mediziner Dr. Martens Ellen heiraten will und ihr einen Antrag macht, will er sich selbstverständlich auch um ihren fünfjährigen Sohn kümmern. Da sich Ellen jedoch nicht dazu bereit erklärt, Bobby zurückzuholen, wendet sich Martens wieder enttäuscht von ihr ab. Eines Tages aber wird der Junge krank, und Ellen entdeckt in sich endlich ihre Muttergefühle. An Bobbys Krankenbett kommt es zwischen Ellen und Dr. Martens zur Versöhnung.

## Produktionsnotizen
Bobby, der Benzinjunge entstand im Juni/Juli 1929 im National-Film-Atelier sowie mit Außenaufnahmen in Groß-Glienicke. Der Film passierte am 30. August 1929 die Zensur und wurde am 2. September 1929 in Berlins Titania-Palast uraufgeführt. Der für die Jugend freigegebene Streifen besaß sieben Akte, verteilt auf 2330 Metern Länge.
Otto Moldenhauer gestaltete die Filmbauten. 
Das Kleinkind Bobby Burns (bürgerlich Irwin Lawrence Kauffman), das 1928/29 in sieben späten deutschen Stummfilmen mitwirkte, kam über seinen Vater in die Filmbranche. Der hieß Phil Kauffman, war US-Amerikaner und Direktor der Filmverleihfirma Defina.

## Kritiken
Die Kritik ließ kein gutes Haar an diesem Film und verglich ihn, sehr zu seinem Nachteil, mehrfach mit Charlie Chaplins Meisterwerk The Kid von 1921 und Bobby Burns mit dessen kongenialen Hauptdarsteller Jackie Coogan. Nachfolgend zwei Beispiele:
Erna Büsing schrieb in Der Abend: „Der Film ist für Jugendliche erlaubt, aber er müßte für Erwachsene verboten sein. Die langweilen sich nämlich katastrophal. Im Film passiert weiter nichts, als daß ein fünfjähriger Junge  jeden Augenblick krampfhaft in den Vordergrund geschoben wird. Um für dieses Beginnen eine Spielhandlung zu haben, wird das Thema der Mutterliebe zwischen einem kinderlieben, kinderlosen Arzt und einer nicht kinderlieben, unehelichen Mutter abgehandelt. (…)  Als dann endlich in diesem guten Onkel Doktor Bobby seinen neuen Vater findet, atmet man erleichtert auf, weil man schon befürchtete, es würde ein Film mit 99 Akten werden. (…) Arg enttäuscht Carl Boese. Einst war er ein wirklicher Regisseur, dann ein feinsinniger Maler des Details, und jetzt ist er ein unbeholfener Photographiebeflissener, der mit der Kamera hinter dem Star herläuft, bis dieser einen guten Moment hat. (…) Photographisch und schauspielerisch wird viel gepfuscht.“
Peter Suhrkamp kam im Berliner Tageblatt zu folgendem Schluss: „Bobby Burns hat Unglück. Er fiel zweimal in kleinen Episoden auf, daraufhin stellte Carl Boese, weil er das einzige Beispiel von Jackie Coogan mißverstand, einen großen Film auf ihn. Bobby fiel damit durch. (…) Die Handlung wird nicht vorwärtsgebracht, sondern mühselig und unnatürlich hingehalten. Unter diesen Umständen blieb Bobby nichts übrig, als in jedem Moment genau auf den Regisseur zu achten und ein folgsamer Junge zu sein. Sein Jungenhaftes liegt unter Artigkeit verschüttet. (…) Das Wunder, das so oft in Filmen in einer kleinen Episode mit undressierten Kindern da war, hier fehlt es vollständig.“